# Romeo Miller
Percy Romeo Miller, Jr. (New Orleans, Louisiana, 19 de agosto de 1989), anteriormente conhecido como Lil' Romeo, é um rapper, ator e jogador de basquete norte-americano. Ele é filho do empresário de entretenimento Master P e sobrinho de C-Murder e Silkk the Shocker. Ele tem, até agora, cinco álbuns de estúdio e dois álbuns de compilação. Seu sexto álbum "Get Low LP" foi lançado em 3 de março de 2009. Ele frequentou a Beverly Hills High School, em Beverly Hills, Califórnia, onde foi premiado com uma bolsa atlética de estudos para jogar basquete na Universidade do Sul da Califórnia, onde ele está na equipe de basquete.